# Козуб, Игорь Романович
Игорь Романович Козуб (4 августа 1969, Великие Гаи, Тернопольская область) — советский и украинский футболист, нападающий.

## Игровая карьера
Воспитанник ШИСП Львов. Первый тренер — В. Н. Филип.
Во взрослых командах начинал играть в 1985 году в тернопольской «Ниве». В 1987 году в составе этой команды становился серебряным призёром зоны УССР второй советской лиги. После этого успеха был приглашён в «Таврию» — команду первой лиги. Сыграв в симферопольской команде 10 игр, уже походу сезона вернулся во вторую лигу. Карьеру продолжил сначала в «Десне», а позже — в киевском СКА.
В 1993 году вернулся в «Ниву», выступавшую на тот момент в высшей лиге чемпионата Украины. В высшем дивизионе дебютировал 5 октября 1993 года в игре с запорожским «Торпедо» (0:1). В тернопольской команде сыграл в шести матчах, выходя на поле в каждой игре не более чем на 20 минут. Весной 1994 года перешёл в «Буковину», где сыграл ещё 8 матчей в высшей лиге. По итогам сезона команда из Черновцов покинула высший дивизион. Козуб провёл в «Буковине» ещё один половину сезона, а затем продолжил выступления в различных любительских коллективах.

## Карьера в сборной
Вызывался в юношескую сборную команду Украины.